# إدوين بوب
إدوين بوب (بالإنجليزية: Edwin Pope)‏ هو صحفي أمريكي، ولد في 11 أبريل 1928 في أثينا في الولايات المتحدة، وتوفي في 19 يناير 2017 في أوكيتشوبي في الولايات المتحدة بسبب سرطان.